# María y yo
María y yo es una novela gráfica de Miguel Gallardo del año 2007. 

## Argumento
El cómic narra las vacaciones de Miguel Gallardo con su hija María en Anfi, al sur de Gran Canaria. María tiene un trastorno autista  y Gallardo cuenta como conviven con la discapacidad.

## Estilo
Miguel Gallardo recurre a un estilo abocetado, con tinta roja y negra, que mezcla texto corrido, historieta e ilustración. Según declara el propio autor, halló la inspiración en The ride together de Paul Karasik y Judy Karasik, y en Me llamo Julia.

## Repercusión y premios
María y yo obtuvo el Primer Premio Nacional de Catalunya de Cómic y fue finalista del Premio Nacional del Cómic de España que finalmente obtuvo Arrugas. El propio Gallardo se embarcó en la promoción de la obra y en mayo de 2009, dio una visión cómica de esa tarea en Emotional World Tour, realizada al alimón con Paco Roca.
La Facultad de Psicología de la Universidad Complutense de Madrid compró una gran remesa de ejemplares de la obra, en reconocimiento de su valor como análisis del autismo.
En el 2010 se estrenó un documental homónimo basado en el cómic.

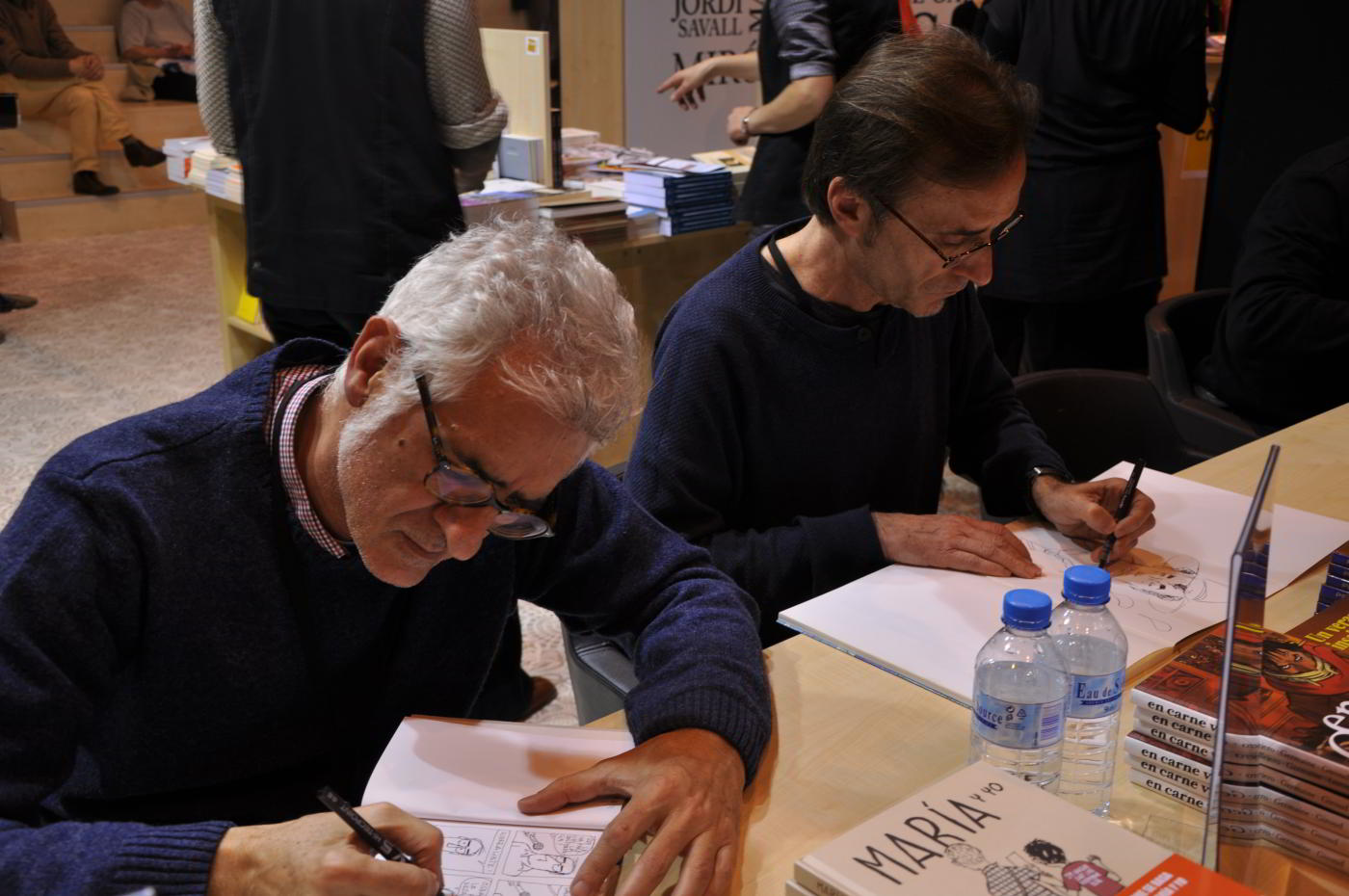
Gallardo en la ed. del 2013 del Salón del Libro de París, con Rubén Pellejero.